# Mordet på Gabby Petito
Mordet på Gabby Petito är ett mord på en 22-årig amerikansk youtuber som försvann spårlöst under en roadtrip tillsammans med sin fästman Brian Laundrie. Hon försvann i augusti 2021 och hennes kropp påträffades senare i en nationalpark i Wyoming. Hennes död fastställdes som mord och obduktionsrapporten visade att hon dog av stryptag och att förövaren var Brian Laundrie.

## Händelseförlopp
Gabby Petito och hennes pojkvän Brian Laundrie lämnade hennes hemort Blue Point i början av juli 2021 för att bege sig ut på en fyra månader lång roadtrip för att besöka och vandra i några av USA:s nationalparker. De började dock att bråka på resan och den 12 augusti stoppades de av polis i Utah. I en video från polisens kroppskamera syns hur Laundrie sitter bakom ratten i en vit skåpbil, medan Petito gråter hejdlöst bredvid. Det sista livstecknet från Petito kom i slutet av augusti.
Den 1 september 2021, långt innan roadtrippens planerade slut, återvände Laundrie själv i skåpbilen till sina föräldrars hem. Han vägrade att berätta något om vad som hänt och var Petito befann sig. Två veckor efter sin hemkomst gav sig Laundrie iväg igen, utan att återvända hem.
Den 19 september påträffades Gabby Petitos kvarlevor i en nationalpark i Wyoming. Laundries kvarlevor hittades den 20 oktober i Myakkahatchee Creek Environmental Park. Obduktionen visade att han skjutit sig själv i huvudet.
Den 21 januari 2022 avslöjade FBI att Laundries anteckningsbok, som hittades nära hans kvarlevor, innehöll en anteckning där han erkände att han dödade Petito och lurade folk att tro att hon fortfarande var vid liv genom textmeddelanden. Han blev officiellt anklagad för Petitos död av myndigheterna. Utredningen visade att det inte fanns några andra individer än Brian Laundrie som var direkt inblandade i Gabby Petitos dödsfall.
Netflixdokumentären American Murder: Gabby Petito handlar om händelsen.